# Сака (Румунія)
Сака (рум. Saca) — село у повіті Біхор в Румунії. Входить до складу комуни Будуряса.
Село розташоване на відстані 375 км на північний захід від Бухареста, 61 км на південний схід від Ораді, 87 км на захід від Клуж-Напоки, 138 км на північний схід від Тімішоари.

## Населення
За даними перепису населення 2002 року у селі проживали 239 осіб.
Національний склад населення села:
| Національність | Кількість осіб | Відсоток |
| -------------- | -------------- | -------- |
| румуни         | 232            | 97,1%    |
| цигани         | 7              | 2,9%     |

Рідною мовою назвали:
| Мова      | Кількість осіб | Відсоток |
| --------- | -------------- | -------- |
| румунська | 232            | 97,1%    |
| циганська | 7              | 2,9%     |